# 林慧萍往昔金曲精選3
【林慧萍往昔金曲精選3】是歌手林慧萍的個人第十六張精選專輯；歌林天龍2000年1月14日發行。
收錄【走過歲月】、【我情迷惘】、【別再走】與【我真的可以擁有】、【走在陽光裡】、【無情弦】、【一個人 一段情】、【不要回頭看】八張專輯的非主打歌曲的精選。

## 專輯簡介
二０００年一月，慧萍決定隨愛走天涯，赴美定居。

為她的歌唱生涯畫下休止符。

從「往昔」「倩影 」進入歌壇起，她留下太多的好歌給廣大的歌迷，也建立她的「情歌王國」。

本專輯是在歌林九年間發行專輯的最後一張精選，迷友們千萬珍惜。

## 專輯曲目
| 曲序 | 曲名         | 作詞   | 作曲   | 編曲   | 製作人 | 長度 | 備註                               |
| 01   | 重疊相思     | 林秋離 | 熊美玲 | 丹尼   | 楊明煌 | 4:36 | 收錄於【走在陽光裡】               |
| 02   | 溫馨的回憶   | 晨曦   | 沈一鳴 | 丹尼   | 黃建昌 | 2:54 | 收錄於【不要回頭看】；原唱：鳳飛飛 |
| 03   | 不再遲疑     | 陶令瑜 | 周治平 | 陳志遠 | 黃建昌 | 3:30 | 收錄於【一個人 一段情】            |
| 04   | 沒有你的日子 | 劉翰安 | 劉翰安 | 陳志遠 | 黃建昌 | 3:28 | 收錄於【一個人 一段情】            |
| 05   | 楓林小橋     | 林煌坤 | 林家慶 | 丹尼   | 呂子厚 | 3:56 | 收錄於【不要回頭看】；原唱：江蕾   |
| 06   | 思念的季節   | 左宏元 | 左宏元 |        | 呂子厚 | 3:01 | 收錄於【走過歲月】                 |
| 07   | 當你接近     | 孫儀   | 童安格 |        | 呂子厚 | 3:56 | 收錄於【我情迷惘】                 |
| 08   | 四季         | 宋天豪 | 黃大軍 | 陳志遠 | 黃建昌 | 3:45 | 收錄於【一個人 一段情】            |
| 09   | 破碎的心     | 陳秀男 | 陳秀男 | 陳玉立 | 楊明煌 | 3:02 | 收錄於【無情弦】                   |
| 10   | 怎麼講       | 黃仁清 | 黃仁清 | 陳玉立 | 呂子厚 | 2:49 | 收錄於【我真的可以擁有】           |
| 11   | 愛的旅途     | 林文隆 | 林文隆 | 陳玉立 | 黃建昌 | 3:05 | 收錄於【我真的可以擁有】           |
| 12   | 淚痕         | 黃仁清 | 黃仁清 |        | 呂子厚 | 4:40 | 收錄於【我情迷惘】                 |
| 13   | 我從未拒絕你 | 洪光達 | 韓正皓 |        | 呂子厚 | 2:46 | 收錄於【我情迷惘】                 |
| 14   | 昨日         | 錢文雷 | 蔣榮伊 |        | 呂子厚 | 3:46 | 收錄於【我情迷惘】                 |
| 15   | 白色小屋     | 林雨   | 翁孝良 | 陳玉立 | 呂子厚 | 4:02 | 收錄於【別再走】                   |
| 16   | 影子         | 洪光達 |        |        | 呂子厚 | 3:20 | 收錄於【走過歲月】                 |
| 17   | 冷之愛       | 劉翰安 | 劉翰安 | 陳玉立 | 黃建昌 | 4:21 | 收錄於【我真的可以擁有】           |

## 專輯版本
- CD
  - 2000年1月14日歌林天龍發行